# Касах (річка)

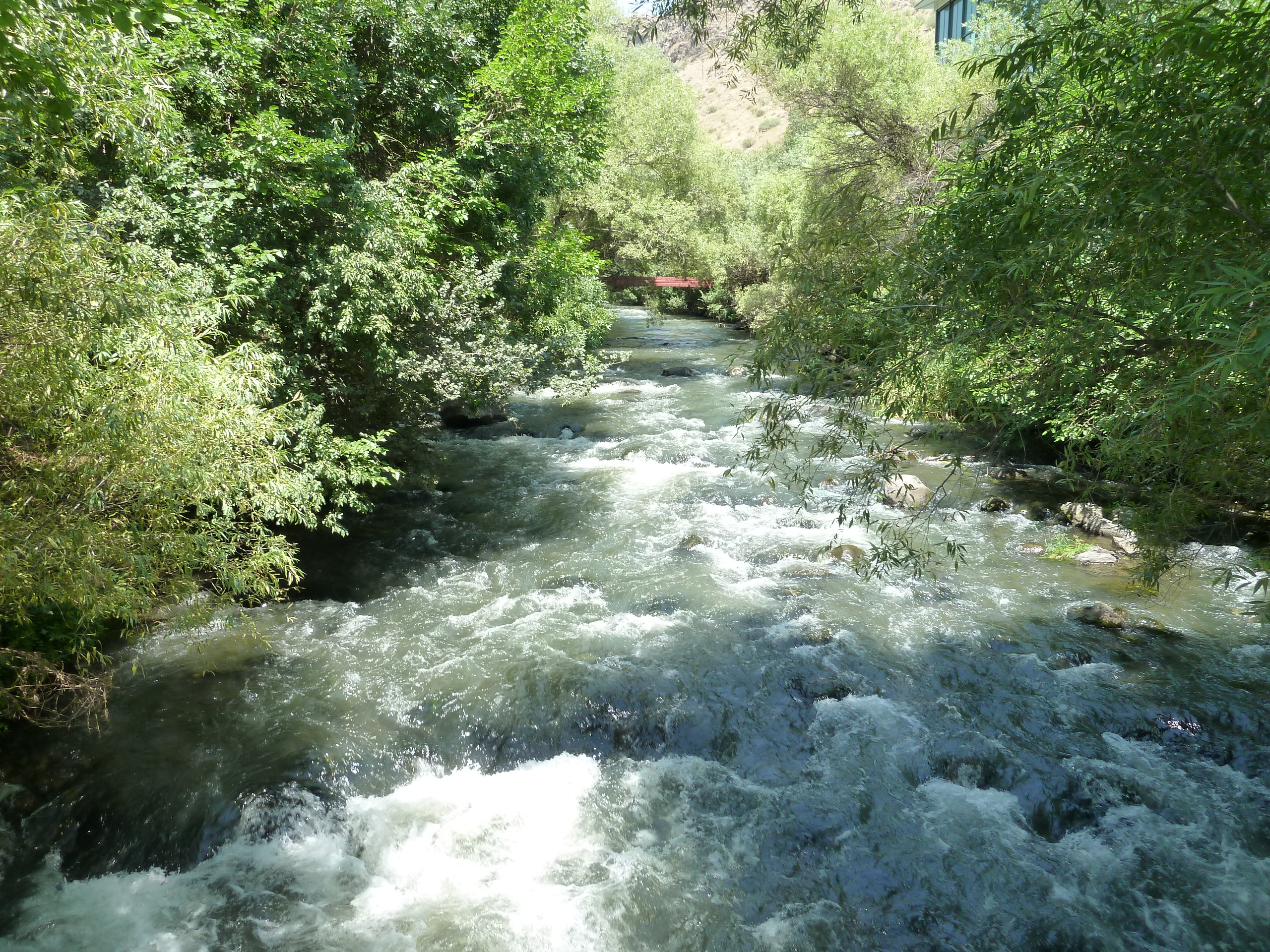
Аштарак

Касах (вірм. Քասաղ) — річка у західно-центральному регіоні Вірменії, що протікає з півночі на південь. Вона розпочинається біля північного схилу гори Арагац у марзі (області) Арагацотн та у марзі Армавір впадає у річку Севджур, що у свою чергу впадає у Аракс.
На річці розташовані такі міста як Апаран, Аштарак та Вагаршапат. На річці є Апаранське водосховище, що забезпечує водою прилеглі території.